# Harald Ludwig
Harald Ludwig (* 30. April 1930 in Waltershausen; † 29. April 2018 in Strausberg) war ein deutscher Offizier und Generalleutnant der Nationalen Volksarmee (NVA) der Deutschen Demokratischen Republik.

## Leben
Ludwig stammte aus einer Arbeiterfamilie, sein Vater war ein Kämpfer gegen den Faschismus, seine Mutter eine Verfolgte des Naziregimes. Er erlernte nach Abschluss der 8. Klasse einen kaufmännischen Beruf. Am 25. August 1949 trat er als Anwärter der VP in die Deutsche Volkspolizei ein und diente dort bis 1955. Im Jahr 1951 wurde er Mitglied der Sozialistischen Einheitspartei Deutschlands (SED).

### Militärische Laufbahn
Von 1955 bis 1960 studierte er an der Militärakademie der UdSSR. Nach seiner Rückkehr aus der UdSSR diente er bis 1961 im Motorisierten Schützenregiment 24 in Erfurt. Im Anschluss war er von 1962 bis 1963 Kommandeur des Motorisierten Schützenregiments 18 in Weißenfels. Danach diente er in der Verwaltung Kader im Ministerium für Nationale Verteidigung, zunächst als Abteilungsleiter und ab 1965 als Stellvertreter des Chefs der Verwaltung Kader für Planung. 1976 wurde er zum Generalmajor ernannt. 1979 übernahm er als Nachfolger von Ottomar Pech den Posten des Chefs der Verwaltung Kader. Er wurde damit Mitglied des Kollegiums des Ministeriums für Nationale Verteidigung. 1981 erfolgte seine Beförderung zum Generalleutnant und sein Dienstposten wurde in Chef Kader umbenannt. Am 30. April 1990 wurde er aus der NVA entlassen.

### Anklage und Verurteilung wegen Beihilfe zum Totschlag
Ludwig wurde am 1. März 1994 im Zuge der Mauerschützenprozesse zusammen mit weiteren ehemaligen NVA-Offizieren vor dem Kammergericht Berlin wegen Beihilfe zum Totschlag und versuchten Totschlag angeklagt. Die Staatsanwaltschaft stützte sich auf Jahresbefehle über Maßnahmen an der innerdeutschen Grenze, die von Ludwig als Angehörigem des Kollegiums des Ministeriums für Nationale Verteidigung der DDR mitbeschlossen wurden. Ihm wurde Mitverantwortung für den Schießbefehl und die Selbstschussanlagen an der Grenze vorgeworfen. Am 30. Mai 1997 wurde er zu 3 Jahren und 3 Monaten Freiheitsstrafe verurteilt. Im selben Prozess wurden auch Joachim Goldbach, Heinz Handke und Fritz Peter verurteilt.
Ludwig war verheiratet und Vater von zwei Kindern. Ludwig starb einen Tag vor seinem 88. Geburtstag und wurde auf dem Waldfriedhof in Strausberg/Eggersdorf beigesetzt.

## Auszeichnungen
- 1973 Vaterländischer Verdienstorden in Bronze und 1986 in Gold
- 1980 Ernst-Schneller-Medaille in Gold
- 1984 Scharnhorst-Orden